# Řepníky
Řepníky (en allemand : Repnik) est une commune du district d'Ústí nad Orlicí, dans la région de Pardubice, en Tchéquie. Sa population s'élevait à 401 habitants en 2024.

## Géographie
Řepníky se trouve à 9 km au sud-ouest du centre de Vysoké Mýto, à 25 km à l'ouest-sud-ouest d'Ústí nad Orlicí, à 27 km au sud-est de Pardubice et à 120 km à l'est-sud-est de Prague.
La commune est limitée par Vinary et Vraclav au nord, par Vysoké Mýto et Pustina à l'est, par Libecina et Střemošice au sud-est et au sud, et par Luže et Jenišovice à l'ouest.

## Histoire
La première mention écrite de la localité date de 1167.

## Administration
La commune se compose de trois sections :
- Pěšice
- Popovec
- Řepníky

## Galerie

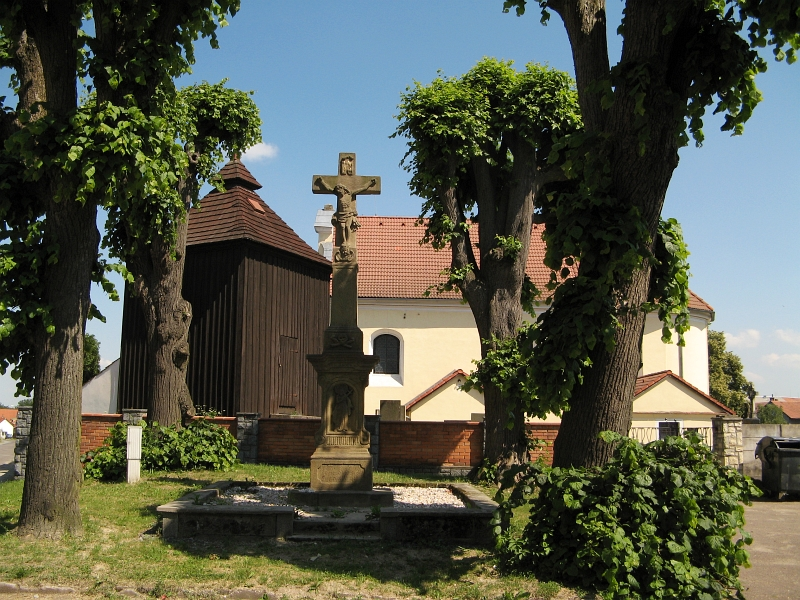
Clocher-tour devant l'église Saint-Laurent.
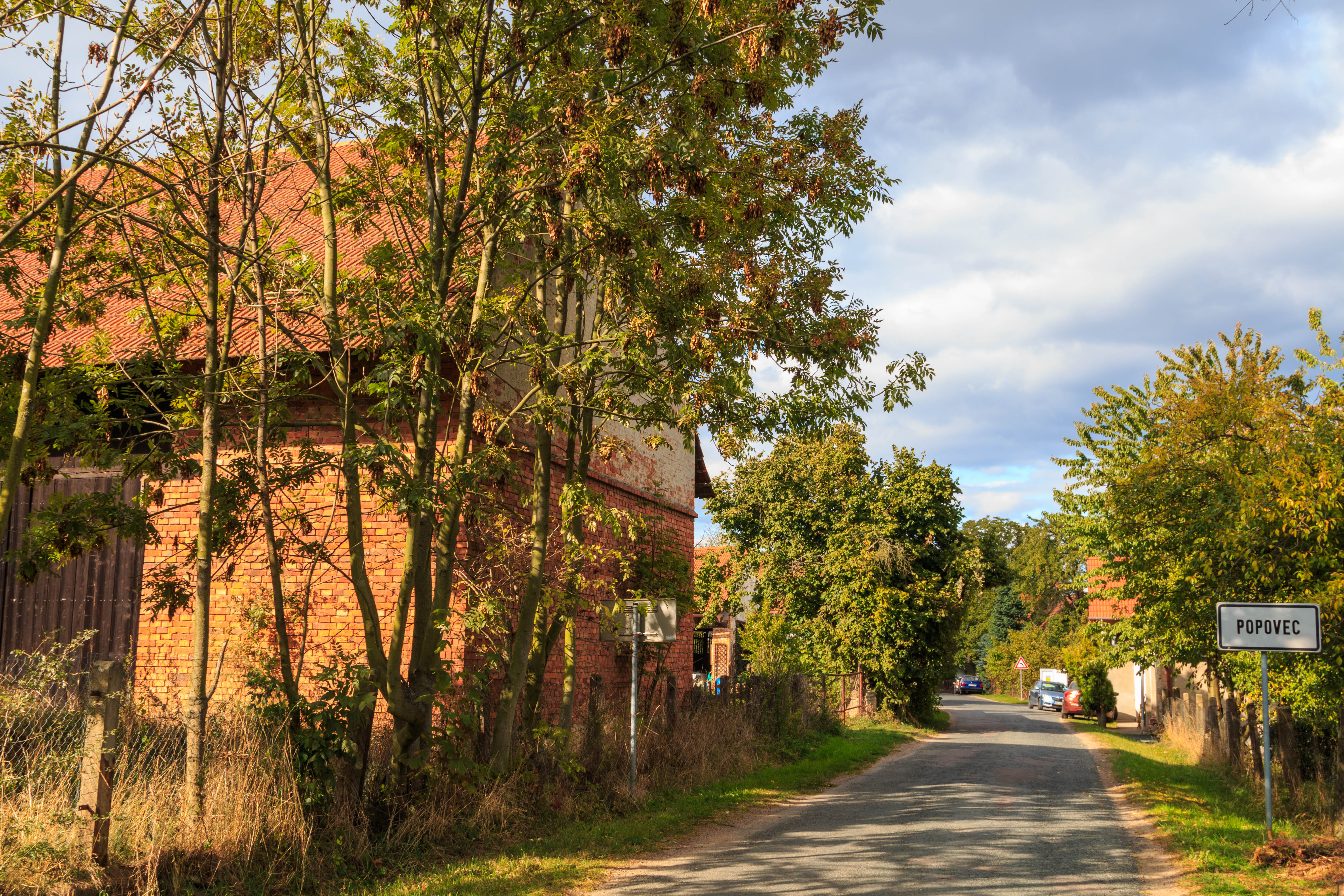
Popovec.

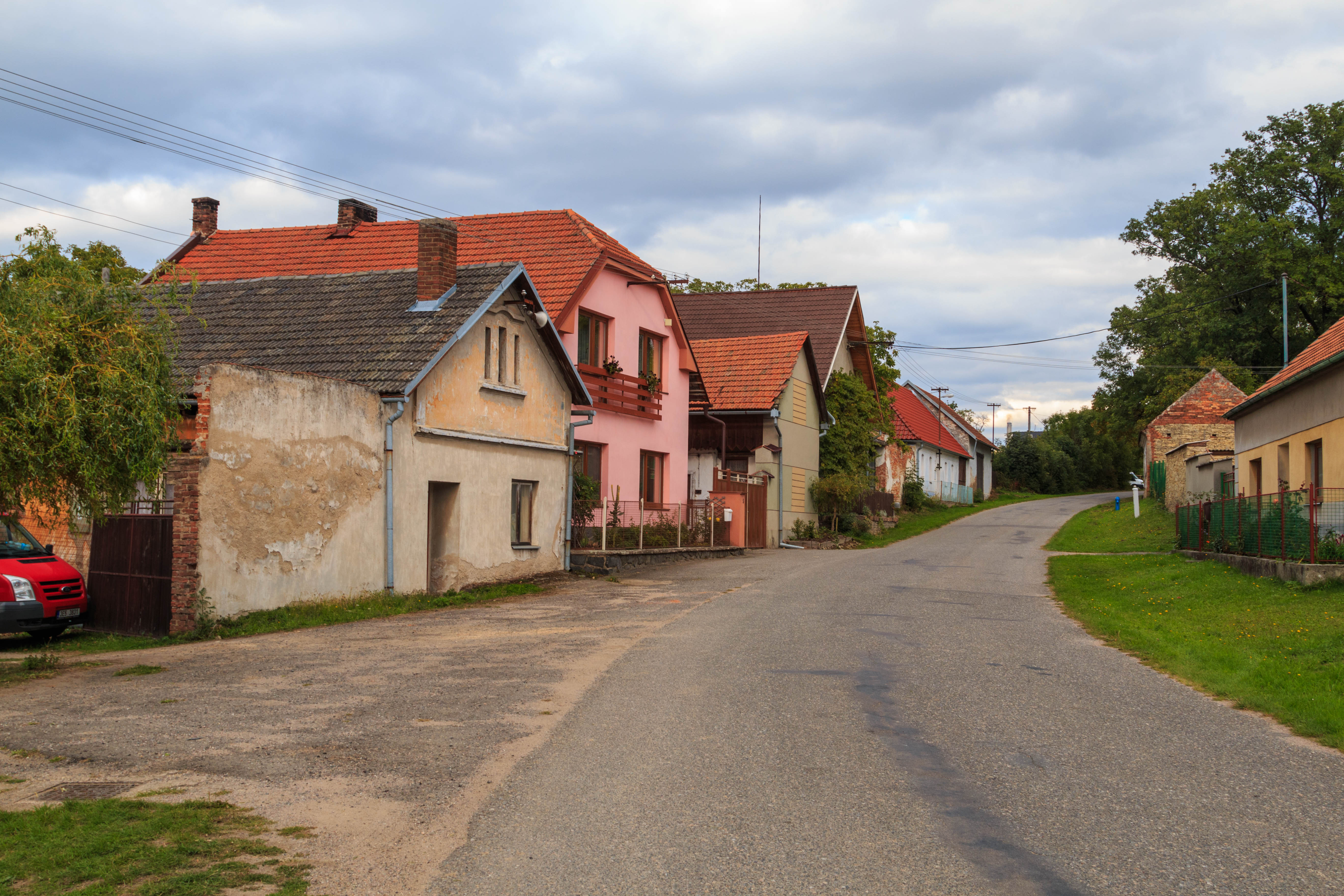
Rue de Pěšice.
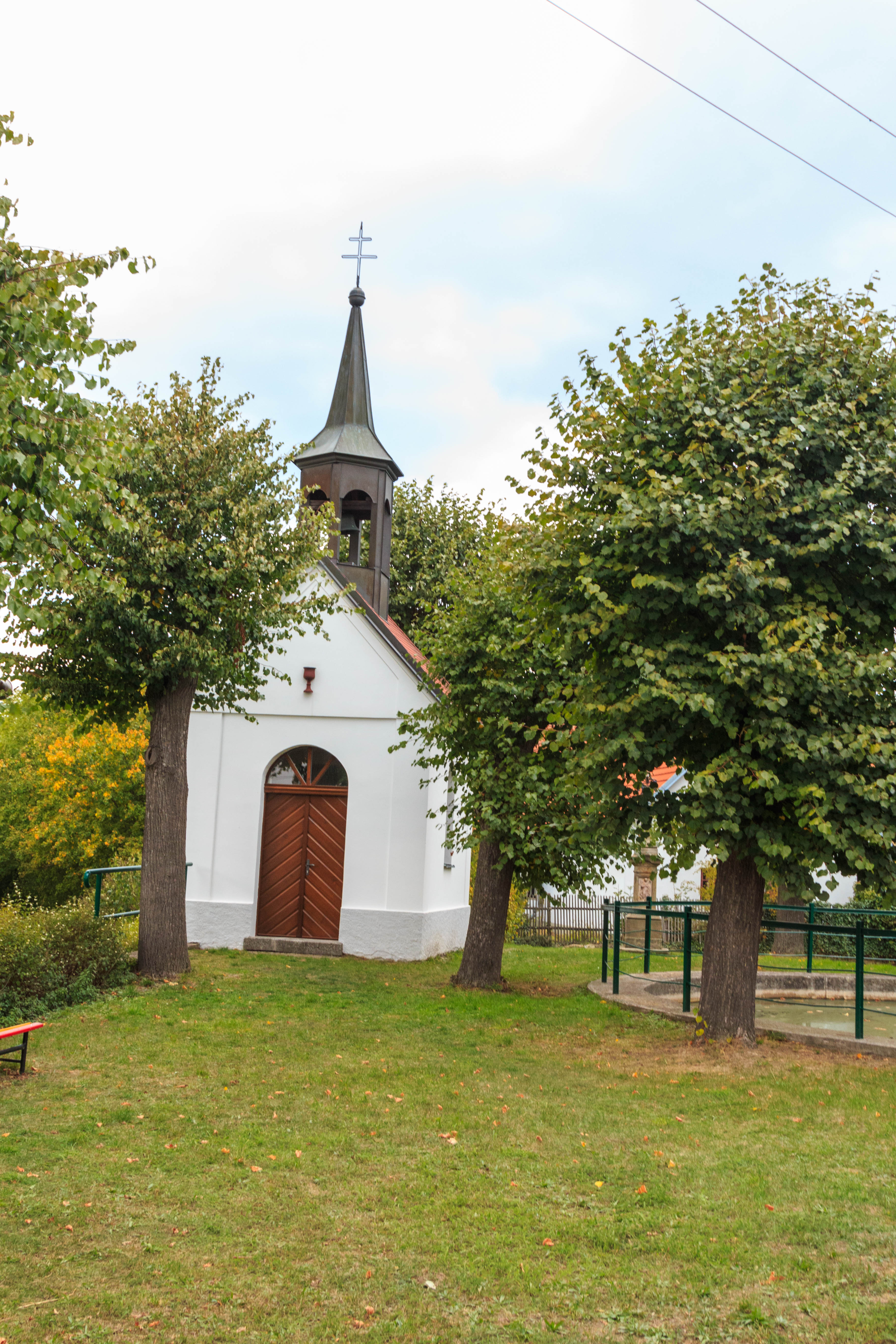
Chapelle à Pěšice.

## Transports
Par la route, Vysoké Mýto trouve à 10 km de Vysoké Mýto, à 34 km d'Ústí nad Orlicí, à 33 km de Pardubice et à 152 km de Prague. 